# Heimaufenthaltsgesetz
Das Bundesgesetz über den Schutz der persönlichen Freiheit während des Aufenthalts in Heimen und anderen Pflege- und Betreuungseinrichtungen, Kurztitel Heimaufenthaltsgesetz, abgekürzt HeimAufG, ist ein Gesetz in Österreich. Mit Wirkung zum 1. Juli 2005 schloss es eine Rechtslücke hinsichtlich der Durchführung von freiheitsbeschränkenden Maßnahmen.
Der Geltungsbereich ist laut § 2 Abs. 1: „Dieses Bundesgesetz regelt allein die Voraussetzungen und die Überprüfung von Freiheitsbeschränkungen in Alten- und Pflegeheimen, Behindertenheimen sowie in anderen Einrichtungen, in denen wenigstens drei psychisch kranke oder geistig behinderte Menschen ständig betreut oder gepflegt werden können. In Krankenanstalten ist dieses Bundesgesetz nur auf Personen anzuwenden, die dort wegen ihrer psychischen Krankheit oder geistigen Behinderung der ständigen Pflege oder Betreuung bedürfen.“
Als Freiheitsbeschränkung wird in § 3 Abs. 1 definiert: „Eine Freiheitsbeschränkung im Sinn dieses Bundesgesetzes liegt vor, wenn eine Ortsveränderung einer betreuten oder gepflegten Person (im Folgenden Bewohner) gegen oder ohne ihren Willen mit physischen Mitteln, insbesondere durch mechanische, elektronische oder medikamentöse Maßnahmen, oder durch deren Androhung unterbunden wird.“